# Cameleon
Cameleon（カメレオン）は、FacebookやYouTubeを含むさまざまなソーシャルプラットフォーム上でユーザがライブビデオコンテンツを放送できるようにするビデオストリーミングソフトウェア及びiOSアプリである。ユーザはYouTube Live, Facebook Live, Tumblr, RTSP, RTMP, Wowza Streaming Engine, Adobe Flash Media Serverなどを含む様々なメディアサーバのプラットフォームでコンピュータとデジタルカメラを用いてCameleonの一般向けサービスに接続することができる。